# Montdois
El Montdois és una muntanya de 928 metres que es troba entre els municipis de Rupit i Pruit, a la comarca d'Osona i de Susqueda, a la comarca de la Selva. Al seu vessant nord es troba el santuari de la Mare de Déu de Montdois, conegut popularment com la catedral de les Guilleries.
Al cim s'hi pot trobar un vèrtex geodèsic (referència 297098001).